# Mothy
mothy або Akuno-P (悪ノP) — японський музикант і письменник, популярний завдяки сюжетно пов'язаних між собою пісень, зроблених за допомогою програмного забезпечення VOCALOID, найвідоміша частина яких — «Донька зла», та на основі яких випустив кілька ранобе, а пізніше почав створювати ряд манґ.

## Початок кар'єри
Натхненний відео MEIKO, розміщеніх на Nico Nico Douga і ажіотажем навколо виходу Хацуне Міку в серпні 2007 року, mothy прагне створити свою власну музику за допомогою програми Vocaloid. Бачачи, як широко використовувалася в той час Хацуне Міку, Mothy замість цього вирішив використовувати Rin/Len Kagamine в грудні 2007 року і почав експериментувати з ними на початку 2008 року. Першими піснями Akuno-P були «10分の恋 (дзуппун но коі)» (вийшла 27 лютого), «言葉遊び (котоба асобі)» (вийшла 8 березня) і «ぜんまい仕掛けの子守唄 (зенмай дзікаке но коморуіта)» (вийшла 22 березня) . Ці пісні популярність не отримали.

## «Aku no musume». Перші відомі пісні
6 квітня, 28 квітня та 25 травня 2008 року відповідно вийшли пісні «悪ノ娘 (аку но мусуме)», «悪ノ召使 (аку но месіцукаі)» і «リグレットメッセージ (Regret message)» оповідає про одержимої гріхом гордині чотирнадцятирічної принцесі, яка з ревнощів напала на сусідню їй дружню країну і влаштувала геноцид населення. В цей же час akuno-P замислюється над створенням більш темної історії, присвяченій куди більш жахливим персонажам. Тоді Mothy ще не знав, як це буде виглядати. Нині неофіційна назва цієї серії в Японії є «Серіал Зла» (яп. 悪ノシリーズ), а за її межами — «The Evillious Chronicles».

## «Aku no taizai» і «Genzai monogatari»
Паралельно з «Aku no musume» mothy почав розробляти інші підсерії: «悪ノ大罪 (Аку но тайзаі)» і «原罪物語 (Ґензай моноґатарі)». За мотивами першої, одночасно, з 2010 по 2017 роки, писалася серія ранобе. 25 лютого 2015 року був випущений альбом «七つの罪と罰 (нанацу но цумі то бацу)», в якому були зібрані головні пісні «Aku no taizai», а 11 серпня 2017 року був випущений сингл «master of the heavenly yard», а в листопаді того ж року — його однойменна новелізація, що є фінальним романом по "Смертним гріхам". З піснями з іншої серії були випущені три альбоми: «原罪物語-第1幕- (ґензай моноґатарі -дай 1 маку-)» 11 серпня 2012 року, «原罪物語-第2幕- (ґензай моноґатарі -дай 2 маку-)» 12 серпня 2013 року і «原罪物語 完全版 (ґензай моноґатарі канзен бан)», а через кілька років, з грудня 2019 року за її мотивами була написана серія романів.

## «Aku no monogatari»
У липні 2015 року виходить «Unlock Sity» — ранобе, яке де-юре не входить в серію ранобе «悪ノ物語 (аку но моноґатарі)», що з'явилася майже три роки по тому, у лютому 2018 року, але відбувається в тих же самих місці і часу дії — в «четвертому періоді», після подій пісень «Aku no taizai».

## Альбоми та сингли
| Дата виходу        | Оригінальна назва                                                                                                | Англійський переклад                                                | Тип |
| ------------------ | --- | ------------------------------------------------------------------- | --- |
| 17 травня 2009     | EVILS THEATER | EVILS THEATER                                                       | Альбом |
| 15 серпня 2009     | ネジと歯車とプライド хедзі то нагурума то пурайдо                                                                | Screws, Gears and Pride                                             | Альбом (спільно з UniMemo-P) |
| 3 лютого 2010      | 悪ノ娘〜凄艶のジェミニ〜 ボーカル＆サウンドトラック аку но мусуме 〜сэйнен но дзэміні〜 бо:кару ＆ саундоторакку | The Daughter of Evil ~Gemini of Charm~ Vocal and Soundtrack         | Саундтрек до мюзиклу "Донька зла" 2009 року                                                                                         |
| 7 лютого 2010      | prelude to forest                                                                                                | prelude to forest                                                   | Альбом |
| 9 травня 2010 года | EVILS FOREST | EVILS FOREST                                                        | Альбом |
| 10 серпня 2010     | 悪食娘コンチータ（改） акудзікі мусуме Кончіта (кай)                                                             | Evil Food Eater Conchita (revised)                                  | Альбом |
| 22 грудня 2010     | 悪ノ王国 аку но о:коку                                                                                           | Evils Kingdom                                                       | Альбом |
| 16 січня 2011      | 悪徳のジャッジメント ～a court of greed～ акутоку но дзадзіменто ～a court of greed～                            | Judgment of Corruption ~A Court of Greed~                           | Альбом |
| 13 серпня 2011     | EVILS COURT | EVILS COURT                                                         | Альбом |
| 23 березня 2012    | 悪ノ四楽奏～悪ノ娘ノベル楽曲集～ аку но йон раку со: ~аку но мусуме ноберу ґаккьоку су:~                         | Four Melodies of Evil ~The Daughter of Evil Novel Music Collection~ | Доповнення до ранобе "Донька зла: Крижаний Пролог"                                                                                  |
| 11 серпня 2012     | 原罪物語-第1幕- ґензай моноґатарі -дай 1 маку-                                                                   | Original Sin Story -Act 1-                                          | Альбом |
| 12 серпня 2013     | 原罪物語-第2幕- ґензай моноґатарі -дай 2 маку-                                                                   | Original Sin Story -Act 2-                                          | Альбом |
| 17 лютого 2014     | 「悪ノ娘」 読書のためのBGM集 "аку но мусуме" докусо но таме но BGM су:                                           | The Daughter of Evil: BGM Reading Collection                        | Додаток до 1 акту (тому) манги "Донька зла", спільно з Travolta-P                                                                   |
| 17 серпня 2014     | ネメシスの銃口 Немесісу но дзу:ко:                                                                               | The Muzzle of Nemesis                                               | Альбом |
| 25 лютого 2015     | 七つの罪と罰 нанацу но цумі то бацу                                                                              | Seven Crimes and Punishments                                        | Альбом |
| 16 серпня 2015     | 原罪物語 完全版 ґензай моноґатарі канзен бан                                                                     | Original Sin Story: Complete Edition                                | Альбом |
| 14 серпня 2016     | Lucifenia Trinity                                                                                                | Lucifenia Trinity                                                   | Альбом |
| 11 серпня 2017     | master of the heavenly yard                                                                                      | master of the heavenly yard                                         | Альбом |
| 10 серпня 2018     | ぜんまい仕掛けの子守唄 зенмай дзікаке но коморуіта                                                               | Clockwork Lullaby                                                   | Альбом |
| 12 серпня 2019     | EVILS EXTRA | EVILS EXTRA                                                         | Альбом |
| 27 серпня 2020     | E.A.T PROLOGUE                                                                                                   | E.A.T PROLOGUE                                                      | Альбом |
| 12 листопада 2022  | HISTORY OF 悪ノ娘 HISTORY OF аку но мусуме                                                                       | History of daughter of evil                                         | |
| 3 червня 2023      | 去り人達のワルツ 悪ノ大罪 SEKAI EDITION＋ кьо рі хітотаті но варуцу аку но тайзай SEKAI EDITION＋                | Waltz of the Departed Deadly Sins of Evil SEKAI EDITION +           | Альбом |
| 19 березня 2024    | 去り人達のワルツ 悪ノ大罪 SEKAI EDITION＋ кьо рі хітотаті но варуцу аку но тайзай SEKAI EDITION＋                | Waltz of the Departed Deadly Sins of Evil SEKAI EDITION +           | Альбом |
| 13 серпня 2023     | 双兎が来りて笛を吹く со: усаґі ґа кіріте фуевофуку                                                               | Two Rabbits Come and Play Their Flute                               | Альбом |
| 20 грудня 2023     | 初音ミクシンフォニー2023 Live at Suntory Hall Хацуне Міку сінфоні: 2023 Live at Suntory Hall                     | Hatsune Miku Symphony 2023 Live at Suntory Hall                     | Альбом, другий диск складається з основних пісень серії «Aku no taizai» виконанні Токійського симфонічного оркестру та двох пісень. |
| 18 серпня 2024     | 食材の多い料理店 сьокудзаі но о: и рьо: рітен                                                                    | The Restaurant of Many Ingredients                                  | Альбом |
| 1 серпня 2025      | 夕闇伯爵の招待状 ю: ямі хакусяку но сьо: таідзьо:                                                                | Count Twilight's Invitation                                         | Альбом |

## Ранобе
Серія: "Донька зла"
- Донька зла: Бурштиновий Епілог (яп. 悪ノ娘 黄のクロアテュール) ISBN 978-4-569-79103-6 (серпень 2010)
- Донька зла: Смарагдова Колискова (яп. 悪ノ娘 緑のヴィーゲンリート) ISBN 978-4-569-79457-0 (лютий 2011)
- Донька зла: Кривава Прелюдія (яп. 悪ノ娘 赤のプラエルディウム) ISBN 978-4-569-80137-7 (грудень 2011)
- Донька зла: Крижаний Пролог (яп. 悪ノ娘 青のプレファッチオ) ISBN 978-4-569-80307-4 (березень 2012)
- Entr'acte of Evil: The Daughter of Evil Worldguide (яп. 悪ノ間奏曲「悪ノ娘」ワールドガイ) ISBN 978-4-569-79891-2 (серпень 2011)
- Epic of Evil: The Daughter of Evil Fanbook (яп. 悪ノ叙事詩「悪ノ娘」ファンブック) ISBN 978-4-569-80724-9 (серпень 2012)
- The Daughter of Evil Schedule Book 2013 (яп. 悪ノ娘手帳 2013) ISBN 978-4-569-80979-3 (грудень 2013)

Серія "Смертні гріхи"
- Смертні гріхи: Безумство герцога Веноманіï ( яп. 悪ノ大罪 ヴェノマニア公の狂気) ISBN 978-4-569-80903-8 (грудень 2012)
- Смертні гріхи: Пожирачка мерзоти Кончіта (яп. 悪ノ大罪 悪食娘コンチータ) ISBN 978-4-569-81455-1 (вересень 2013)
- Смертні гріхи: Дар принцеси, яка принесла сон [3] (яп 悪ノ大罪 眠らせ姫からの贈り物) ISBN 978-4-569-82117-7 (серпень 2014)
- Смертні гріхи: П'ятий П'єро (яп. 悪ノ大罪 五番目のピエロ) ISBN 978-4-569-82394-2 (березень 2015)
- Смертні гріхи: Швачка з Енбідзаки (яп. 悪ノ大罪 円尾坂の仕立屋) ISBN 978-4-569-82764-3 (грудень 2015)
- Смертні гріхи: Продажний вирок (яп. 悪ノ大罪 悪徳のジャッジメント) ISBN 978-4-569-83187-9 (серпень 2016)
- Смертні гріхи: Курок Немезіди (яп. 悪ノ大罪 ネメシスの銃口) ISBN 978-4-569-83577-8 (березень 2017)
- Смертні гріхи: Господар небесного двору ISBN 978-4-569-83640-9 (листопад 2017)
- Waltz of Evil: The Deadly Sins of Evil Guidebook (яп. 悪ノ円舞曲 『悪ノ大罪』ガイドブック) ISBN 978-4-569-81715-6 (грудень 2013)

Серія "Історія первородного гріха"
- Історія первородного гріха: Злочин (яп. 原罪物語 -罪-, грудень 2019)
- Історія первородного гріха: Кара (яп. 原罪物語 -罰-, серпень 2022 [4])

Серія: "Історія зла" (четвертий період)
- Історія зла: паперовий демон і секретний архів (яп. 悪ノ物語　紙の悪魔と秘密の書庫) ISBN 978-4-569-78748-0 (лютий 2018)
- Історія зла: сутінковий демон і помилкова королева (яп. 悪ノ物語 黄昏の悪魔と偽物の女王) ISBN 978-4-569-78780-0 (липень 2019)

Серія "Вежа катувань не спить"
- Вежа катувань не спить: Три дочки і пан катувань (яп. 拷問塔は眠らない　―拷問卿の三姉妹―) ISBN 978-4-04-891872-5 (серпень 2013)
- Вежа катувань не спить: Смарагдова дівчинка (яп. 拷問塔は眠らない　ーエメラルドの少女ー) ISBN 978-4-04-891873-2 (жовтень 2013)
- Вежа катувань не спить: Кільце зла (яп. 拷問塔は眠らない　―悪の円環―) ISBN 978-4-04-866521-6 (квітень 2014)

Інші
- Unlock City ISBN 978-4-865-29149-0 (липень 2015)
- Outlaw & Lychgate (квітень 2019)
- E.A.T. prologue (грудень 2020)

## Цікаві факти
- Основний псевдонім музиканта (Mothy) є акронімом, що з англійської означає «Господар небесного двору» (Master Of The Heavenly Yard).
- Другий псевдонім (Akuno-P) з японської перекладається як «П зла», що є відсиланням до першим двом популярним пісням.